# Thương vong trong Sự kiện 11 tháng 9

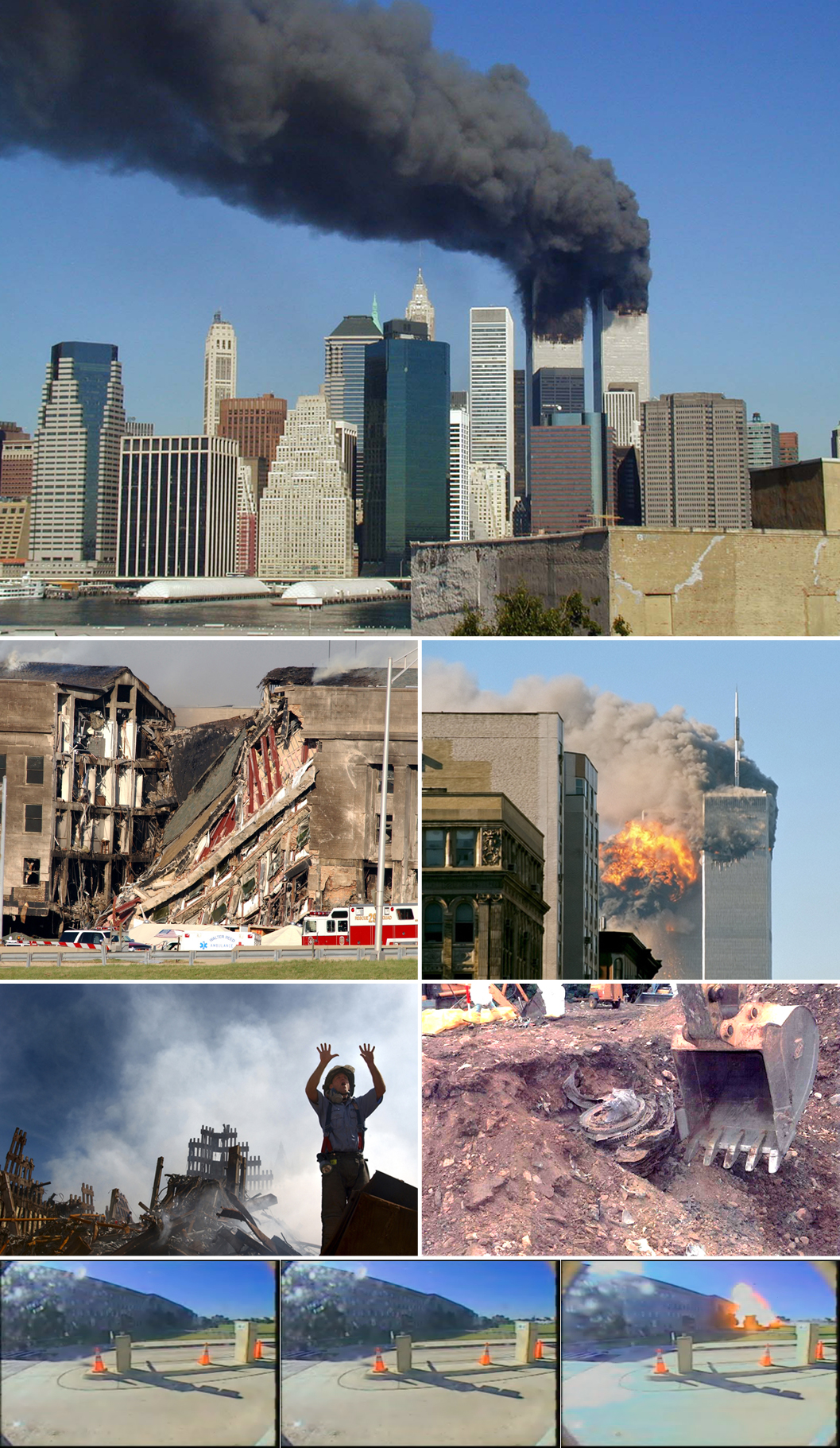
Một bức ảnh dựng lại về vụ tấn công ngày 11 tháng 9. Theo chiều kim đồng hồ từ trên cùng bên trái: Trung tâm thương mại thế giới đang cháy; Chuyến bay 175 đâm vào Tháp phía nam; phục hồi một trong các động cơ từ Chuyến bay 93; Video vụ tai nạn của Lầu Năm Góc; lính cứu hỏa kêu gọi thêm 10 nhân viên cứu hộ; Vành đai phía Tây của Lầu Năm góc.

Trong cuộc tấn công ngày 11 tháng 9 năm 2001, 2.977 người đã thiệt mạng (không bao gồm 19 tên không tặc) và hơn 6.000 người khác bị thương. Những cái chết ngay lập tức bao gồm 265 trên bốn máy bay (bao gồm cả những kẻ khủng bố), 2.606 ở Trung tâm Thương mại Thế giới và trong khu vực xung quanh và 125 tại Lầu Năm Góc. Các cuộc tấn công này là hành động khủng bố nguy hiểm nhất trong lịch sử thế giới và là cuộc tấn công nước ngoài tàn khốc nhất vào đất Mỹ kể từ cuộc tấn công Trân Châu Cảng vào ngày 7 tháng 12 năm 1941.
Hầu hết những người thiệt mạng là dân thường ngoại trừ 343 lính cứu hỏa và 71 nhân viên thực thi pháp luật đã chết trong Trung tâm Thương mại Thế giới và trên mặt đất ở Thành phố New York, và một sĩ quan thực thi pháp luật khác đã chết khi Chuyến bay 93 của United Airlines đâm vào cánh đồng gần Shanksville, Pennsylvania, 55 quân nhân đã chết tại Lầu năm góc ở Hạt Arlington, Virginia, và 19 tên khủng bố đã chết trên bốn máy bay. Nhìn chung, 2.605 công dân Hoa Kỳ, bao gồm 2.135 thường dân, đã chết trong các vụ tấn công, trong khi có thêm 372 công dân không thuộc Hoa Kỳ (không bao gồm 19 kẻ không tặc) cũng thiệt mạng, chiếm khoảng 12% tổng số. Hơn 90 quốc gia mất công dân trong các vụ tấn công, bao gồm Vương quốc Anh (67 người chết), Cộng hòa Dominican (47 người chết) và Ấn Độ (41 người chết).
2.974 nạn nhân được xác nhận đã chết trong các vụ tấn công ban đầu. Năm 2007, văn phòng giám định y tế của thành phố New York bắt đầu thêm những người chết vì bệnh tật do tiếp xúc với bụi từ địa điểm này đến số người chết chính thức. Nạn nhân đầu tiên là một phụ nữ, một luật sư dân quyền, người đã chết vì bệnh phổi mãn tính vào tháng 2 năm 2002. Vào tháng 9 năm 2009, văn phòng đã thêm một người đàn ông chết vào tháng 10 năm 2008, và năm 2011, một kế toán nam đã chết vào tháng 12 năm 2010  Điều này làm tăng số nạn nhân tại địa điểm Trung tâm Thương mại Thế giới lên 2.753, và tổng số 9/11 người chết lên 2.996.
Tính đến  năm 2013, Cơ quan y tế kết luận rằng 1.140 người làm việc, sinh sống hoặc nghiên cứu tại Lower Manhattan tại thời điểm xảy ra vụ tấn công đã được chẩn đoán mắc bệnh ung thư do "tiếp xúc với chất độc tại Ground Zero". Có báo cáo rằng hơn 1.400 nhân viên cứu hộ, trong ngày 9/11 đã phản ứng với hiện trường trong những ngày và tháng sau khi các cuộc tấn công, đã chết. Ít nhất 11 người phụ nữ có thai đã bị sẩy thai do kết quả của 9/11. Cả FBI và thành phố New York đều không chính thức ghi nhận thương vong của vụ tấn công 11/9 trong số liệu thống kê tội phạm của họ năm 2001, với FBI tuyên bố từ chối trách nhiệm rằng "số người chết rất lớn nên kết hợp nó với thống kê tội phạm truyền thống sẽ có một hiệu ứng ngoại lệ làm sai lệch tất cả các loại phép đo trong phân tích của chương trình."

## Sơ tán
Hầu hết các tòa nhà cao tầng ở Hoa Kỳ vào thời điểm đó không được thiết kế để sơ tán hoàn toàn trong một cuộc khủng hoảng, ngay cả sau vụ đánh bom Trung tâm Thương mại Thế giới năm 1993. Các thông báo trong trường hợp an toàn cháy nổ cao tầng cũng chỉ mang tính thủ tục cho các cá nhân ở trong văn phòng của họ trừ khi họ ở gần sàn bị cháy. Hai tòa nhà của Trung tâm Thương mại Thế giới đặt ba cầu thang ở lõi trung tâm của mỗi tòa tháp, với các cầu thang cách nhau 70 feet trong Tháp Bắc và cách Tháp Nam khoảng 200 feet. Ba cầu thang được dán nhãn A, B và C, và cao bằng các tòa nhà với hai thang có chiều rộng tới 44 inch và thang thứ ba rộng 56 inch.
Vào thời điểm các cuộc tấn công, các báo cáo trên phương tiện truyền thông cho rằng hàng chục ngàn người có thể đã bị giết, vì vào bất kỳ ngày nào, có tới 100.000 người có thể ở trong các tòa tháp. Ước tính số lượng người trong Tháp đôi khi bị tấn công vào thứ ba, ngày 11 tháng 9 năm 2001, trong khoảng từ 14.000 đến 19.000. Viện Tiêu chuẩn và Công nghệ Quốc gia ước tính có khoảng 17.400 dân thường đang ở trong khu phức hợp Trung tâm Thương mại Thế giới tại thời điểm xảy ra vụ tấn công. Số lần đếm được từ Cảng vụ cho biết số lượng người thường ở trong Tháp đôi vào lúc 10:30 sáng là 14.154.
Trong các cuộc phỏng vấn với 271 người sống sót, các nhà nghiên cứu năm 2008 đã phát hiện ra rằng chỉ có khoảng 8,6% số người trên đã bỏ trốn ngay khi báo hiệu nguy hiểm vang lên trong khi khoảng 91,4% ở lại để chờ thêm thông tin hoặc thực hiện ít nhất một nhiệm vụ bổ sung (thu thập đồ đạc/gọi điện cho một thành viên trong gia đình). Các cuộc phỏng vấn cũng cho thấy 82% những người đang sơ tán đã dừng lại ít nhất một lần trong khi đi xuống, do tắc nghẽn trên cầu thang, để nghỉ ngơi, hoặc do điều kiện môi trường (khói/mảnh vụn/lửa/nước).

### Tháp Bắc
Trong những khoảnh khắc sau khi chuyến bay 11 tấn công Tháp Bắc, khoảng 8.000 người trên các tầng dưới điểm va chạm (tầng 93 đến 99) đã phải đối mặt với một khung cảnh bừa bộn. Các tòa tháp của khu phức hợp Trung tâm Thương mại Thế giới đã không được thiết kế để tạo điều kiện cho việc sơ tán khẩn cấp mọi người trong các tòa nhà, và trong mỗi tòa tháp chỉ có ba cầu thang hẹp đi xuống mặt đất. Một trở ngại khác cho việc sơ tán của Trung tâm Thương mại Thế giới là khi các máy bay đâm vào nó, lực tác động khiến các tòa nhà phải dịch chuyển đủ để làm kẹt cửa trong khung của tòa nhà, và cầu thang bị các tấm tường bị vỡ chặn lại, làm hàng chục người dân khắp tòa nhà, chủ yếu ở các tầng gần khu vực va chạm, bị kẹt bên trong. Đối với những người ở trên điểm va chạm, nhiều người đã bị mắc kẹt trong văn phòng của họ, với một nạn nhân gọi chuyển tiếp đến 911 sau khi máy bay đầu tiên đâm vào khiến cầu thang không thể đi đến tầng 106. Ít nhất 28 người đã được giải thoát trên tầng 86 và 89 nhờ các thành viên của nhân viên văn phòng Cảng vụ, những người đang phải thực hiện mở cánh cửa bị kẹt ở các tầng này.
Nhiều người bắt đầu di tản qua cầu thang một mình, trong khi những người khác chọn chờ chỉ dẫn từ Cảng vụ New York và New Jersey. Những người khác chọn sơ tán cũng bị đẩy vào hành động bởi những người thân yêu, những người đã có thể liên lạc với họ. Khi những người di tản xuống cầu thang trong Tháp Bắc, họ được hướng dẫn xuống tầng hội nghị bên dưới khu phức hợp Trung tâm Thương mại Thế giới, nơi đặt trung tâm thương mại. Những người khác tìm cách trốn thoát đã ghi công cho "Cầu thang sống sót ", một cầu thang ngoài trời vẫn còn nguyên sau thảm họa và các công nhân của Trung tâm Thương mại Thế giới, những người biết các lối thoát hiểm. Một người sống sót nói rằng "Giữa tầng 11 và tầng 9, chúng tôi băng qua mê cung này. Khi chúng tôi đến tầng quảng trường, chúng tôi đang đi bộ qua và có một đèn khẩn cấp nháy lên. Nước lên đến bắp chân của chúng tôi. Có một giọng nói. Chúng tôi thấy ai đó trong một chiếc mũ thợ mỏ. Anh ta mở cửa và nói 'Cứ tiếp tục đi đi'." 
Khi những người có phản ứng đầu tiên đến Ground Zero, và họ được cảnh báo về đám cháy phía trên tầng 78, các đội cứu hộ được lệnh giúp sơ tán cư dân của tòa tháp. Sau cú đâm của Chuyến bay 11 một thời gian ngắn, Cảng vụ đã ban hành lệnh sơ tán hoàn toàn người trong Tháp Bắc.

### Tháp Nam

Chuyến bay 175 đâm vào tháp Nam, góc nhìn từ cầu Verrazano.

Trong khi đó, ở Tháp Nam, nhiều người đã nhìn thấy những gì đã xảy ra ở Tháp Bắc và chọn sơ tán để đề phòng. Tuy nhiên, trở ngại lớn cho quá trình này là trong khoảng 17 phút giữa các cú đâm của Chuyến bay 11 và Chuyến bay 175, vẫn chưa có ai xác định được rằng một cuộc tấn công khủng bố đang diễn ra, và kết quả là Cảng vụ ở Tháp Nam đã thông qua hệ thống liên lạc nội bộ của tòa nhà và nhân viên bảo vệ để báo tin cho các công nhân ở South Tower vẫn ở trong văn phòng của họ. Trong một tin nhắn hộp thoại gửi cho vợ của mình, một nạn nhân làm việc cho công ty AON Risk Management, một phần của thông báo ban đầu có thể được nghe nói rằng: "Chú ý chú ý, xin vui lòng lặp lại tin nhắn này: có tình huống đã xảy ra trong Tòa nhà 1. Nếu có nguy hiểm xảy ra trên tầng của bạn, bạn có thể bắt đầu một cuộc di tản có trật tự. "  Một người giao hàng nói với các phóng viên rằng anh ta nghe thấy vụ tai nạn đầu tiên và khi anh ta sơ tán thì anh ta nghe thấy "Tòa nhà này đang an toàn. Nơi an toàn nhất là bên trong; hãy bình tĩnh và đừng rời đi." Những người khác bỏ qua tin nhắn đã gặp các quan chức tại sảnh tòa nhà, và những người này nói với họ nên trở về tầng làm việc. Trong một cuộc trò chuyện trên đài phát thanh được ghi lại khoảng hai phút sau khi máy bay đầu tiên đâm vào tòa nhà, giám đốc của Tháp Nam tuyên bố "Tôi sẽ không làm gì cho đến khi chúng tôi nhận được lệnh từ Sở cứu hỏa hoặc ai đó." Điều này được thực hiện để tránh tình trạng quá tải ở các tầng quảng trường và tầng sát đáy, vốn được cho là sẽ làm chậm các hoạt động sơ tán và cứu hộ đang diễn ra ở Tháp Bắc.
Bất chấp thông báo, hàng ngàn người vẫn tiếp tục sơ tán khỏi Tháp Nam. Trong tòa tháp phía Nam giữa Sảnh bầu trời tầng 78 và Tầng quan sát trên tầng 107 và 110, ước tính có khoảng 2.000 nhân viên, trong đó có 1.100 người trên các tầng của công ty Bảo hiểm AON (tầng 92 và tầng 98 đến 105). Một trong những giám đốc điều hành của AON, Eric Eisenberg, đã khởi xướng việc sơ tán các tầng của họ trong những khoảnh khắc do tác động của Chuyến bay 11. Các cuộc di tản tương tự cũng được thực hiện trên các tầng do Fiducerator Trust chiếm giữ, trên tầng 90, 94, 94 như trong các văn phòng của Fuji Bank (trên các tầng 79-82), CSC (tầng 87)  và Euro Brokers ở tầng 84 , chiếm các tầng ngay phía trên Sảnh Sky tầng 78. Các giám đốc điều hành như Eisenberg đã hướng dẫn nhân viên của họ đi cầu thang xuống Sky Lobby tầng 78, nơi họ có thể đi thang máy tốc hành xuống tầng trệt và ra khỏi tòa nhà.
Nhiều người đã được hỗ trợ trong cuộc di tản của họ bởi những người trong tòa nhà khác như Welles Remy Crowther, người cực kỳ dễ nhận dạng do băng đỏ quanh miệng, và người đã giúp hướng dẫn các nhóm người di tản đến nơi an toàn. Trong một khoảng thời gian cửa sổ khoảng 17 phút, từ 8:46 sáng đến 9:03 sáng, ước tính 1.400 người đã sơ tán thành công ra khỏi các tầng trên của South Tower, trong khi khoảng 600 người còn lại thì không. Tại thời điểm xảy ra sự cố ảnh hưởng của Chuyến bay 175, ước tính 200 người đang chen chúc để vào Sky Lobby trên tầng 78 và đang chờ thang máy tốc hành đi xuống tầng trệt. Hầu như tất cả những người này sau đó đã chết, vì tiền sảnh nằm ở khu vực thấp hơn trong khu vực chịu va chạm của Chuyến bay 175.